# Krajište (Lipljan)
Pour les articles homonymes, voir Krajište.
Kraishtë en albanais et Krajište en serbe latin (en serbe cyrillique : Крајиште) est une localité du Kosovo située dans la commune/municipalité de Lipjan/Lipljan, district de Pristina (Kosovo) ou district de Kosovo (Serbie). Selon le recensement kosovar de 2011, elle compte 1 375 habitants, dont 1 374 Albanais.

## Démographie

### Évolution historique de la population dans la localité
| 1948 | 1953 | 1961 | 1971 | 1981  | 1991  | 2011  |
| ---- | ---- | ---- | ---- | ----- | ----- | ----- |
| 658  | 583  | 814  | 903  | 1 068 | 1 189 | 1 375 |

|  |